# Saint-Colomb-de-Lauzun
Saint-Colomb-de-Lauzun is een gemeente in het Franse departement Lot-et-Garonne (regio Nouvelle-Aquitaine) en telt 434 inwoners (1999). De plaats maakt deel uit van het arrondissement Marmande.

## Geografie
De oppervlakte van Saint-Colomb-de-Lauzun bedraagt 23,2 km², de bevolkingsdichtheid is 18,7 inwoners per km².
De onderstaande kaart toont de ligging van Saint-Colomb-de-Lauzun met de belangrijkste infrastructuur en aangrenzende gemeenten.

## Demografie
Onderstaande figuur toont het verloop van het inwonertal (bron: INSEE-tellingen).